# لیون بست
لیون بست (انگلیسی: Leon Best؛ زادهٔ ۱۹ سپتامبر ۱۹۸۶) یک بازیکن فوتبال اهل ایرلند است.